# Lodowiec Wilno
Lodowiec Wilno (norw. Wilnobreen) – lodowiec na Spitsbergenie, spływający z góry Ostra Brama do Lodowca Polaków. Nazwany w 1934 roku przez polską ekspedycję naukową od miasta Wilno, należącego wówczas do Polski.